# Лоамі (Іллінойс)
Лоамі (англ. Loami) — селище (англ. village) в США, в окрузі Сенґамон штату Іллінойс. Населення — 812 особи (2020).

## Географія
Лоамі розташоване за координатами 39°40′27″ пн. ш. 89°50′51″ зх. д. / 39.67417° пн. ш. 89.84750° зх. д. (39.674114, -89.847382).  За даними Бюро перепису населення США в 2010 році селище мало площу 2,72 км², з яких 2,71 км² — суходіл та 0,01 км² — водойми.

## Демографія
Згідно з переписом 2010 року, у селищі мешкало 745 осіб у 289 домогосподарствах у складі 209 родин. Густота населення становила 274 особи/км².  Було 320 помешкань (118/км²).
Расовий склад населення:
| - 96,0 % — білих - 1,2 % — чорних або афроамериканців - 0,1 % — азіатів |

До двох чи більше рас належало 2,7 %. Частка іспаномовних становила 2,3 % від усіх жителів.
За віковим діапазоном населення розподілялося таким чином: 26,3 % — особи молодші 18 років, 63,0 % — особи у віці 18—64 років, 10,7 % — особи у віці 65 років та старші. Медіана віку мешканця становила 39,0 року. На 100 осіб жіночої статі у селищі припадало 99,7 чоловіків;  на 100 жінок у віці від 18 років та старших — 97,5 чоловіків також старших 18 років.
Середній дохід на одне домашнє господарство  становив 53 265 доларів США (медіана — 43 125), а середній дохід на одну сім'ю — 60 370 доларів (медіана — 54 219). За межею бідності перебувало 32,3 % осіб, у тому числі 51,9 % дітей у віці до 18 років та 2,1 % осіб у віці 65 років та старших.
Цивільне працевлаштоване населення становило 338 осіб. Основні галузі зайнятості: освіта, охорона здоров'я та соціальна допомога — 19,2 %, публічна адміністрація — 13,0 %, науковці, спеціалісти, менеджери — 9,5 %, роздрібна торгівля — 9,2 %.